# James Watkins
James Watkins (20 de mayo de 1973) es un director de cine y guionista británico, más conocido por dirigir The Woman in Black, la película británica de terror más exitosa financieramente de los últimos 20 años.[cita requerida]
Escribió y dirigió el thriller aclamado por la crítica Eden Lake, protagonizada por Michael Fassbender y Reilly Keilly. El premio a la mejor película de terror en el Imperio Awards 2009, el Premio del Jurado en Festival Fantástico de Sitges y al Mejor Director en Fantasporto. Fue nominado a los Douglas Hickox Award en el 2008 British Independent Film Awards.
Ha escrito guiones para Warner Bros, Working Title, Film4 y BBC Films.

## Filmografía

### Director
- Eden Lake (2008)
- The Woman in Black (2012)
- Speak No Evil (2024)
- Clayface (2026)

### Guionista
- My Little Eye (2002)
- Atrás (2007)
- Eden Lake (2008)
- The Descent Part 2 (2009)